# Saccogaster melanomycter
Parasaccogaster melanomycter là một loài cá thuộc họ Bythitidae. Nó là loài đặc hữu của Colombia.